# Whiteside, Barnett and Co. Agricultural Works
Whiteside, Barnett and Co. Agricultural Works, également connu sous le nom de Canal-Front Warehouse, est un complexe d'usine et d'entrepôt historique situé à  Brockport dans le comté de Monroe dans l'État de New York aux États-Unis. C'est l'un des seuls bâtiments industriels représentatifs du brownstone qui existent encore. C'est également l'unique bâtiment de la région représentatif de l'histoire de la moisson. Les bâtiments existants ont été construits entre 1850 et 1852. La propriété a, par la suite, été utilisée comme cour à bois à partir d'environ 1880 jusqu'en 1904, puis, en tant que conserverie jusqu'en 1945. Le lieu a été ajouté au Registre national des lieux historiques en 2001.